# Platoecobius
Platoecobius is een geslacht van spinnen uit de familie spiraalspinnen.

## Soorten
- Platoecobius floridanus (Banks, 1896)
- Platoecobius kooch Santos & Gonzaga, 2008